# Spathoderma quadratum
Spathoderma quadratum is een schildvoetigensoort uit de familie van de Prochaetodermatidae. De wetenschappelijke naam van de soort is voor het eerst geldig gepubliceerd in 2008 door Ivanov & Scheltema.